# Menéndez Pelayo
Menéndez Pelayo – stacja metra w Madrycie, na linii 1. Znajduje się w dzielnicy Retiro, w Madrycie i zlokalizowana jest pomiędzy stacjami Atocha Renfe, a Pacífico. Została otwarta 8 maja 1923.